# Нура Хуссейн
Нура Хуссейн Хаммад (араб. نورة حسين حمادنورة حسين حماد‎) — суданская девушка, которую 10 мая 2018 года приговорили к смертной казни за убийство изнасиловавшего её мужа. Это вызвало возмущение во всём мире из-за вопиющего несоответствия в правосудии для Нуры и её покойного мужа-насильника. Брак Нуры был устроен её отцом, когда ей было 16 лет, но заключён только когда ей исполнилось 19, потому что девушка 3 года скрывалась в доме родной тети. Подсудимая заявила, что во время изнасилования её удерживали родственники покойного мужа.
Семья мужа отклонила возможность помиловать Хуссейн или получить финансовую компенсацию вместо её казни. На обжалование приговора Хуссейн и её юридической группе было дано 15 дней, начиная с 10 мая.
Под влиянием международной огласки в конце июня приговор был заменён тюремным заключением на пять лет и крупным денежным штрафом.

## Протесты, вызванные приговором суда
Более 1 770 000 человек, по данным на январь 2019 года, подписали петицию «Справедливость для Нуры» против её казни. Amnesty International распространила заявление, согласно которому Нура является жертвой, а приговор — «недопустимой жестокостью». Смертный приговор подчёркивает неспособность суданских властей решить проблемы детских браков, браков по принуждению и изнасилований в браке, заявляет Amnesty International. Управление Верховного комиссара ООН по правам человека, ООН-женщины, Фонд ООН в области народонаселения и канцелярия специального советника ООН по Африке — все призывают к помилованию, Генеральный секретарь ООН Антониу Гутерриш выразил своё несогласие с приговором через пресс-секретаря.